# BV-1342
La BV-1342 és una carretera que discorre íntegrament dins del terme municipal de Castellcir, a la comarca del Moianès.
Té l'origen a la carretera BV-1310, en el punt quilomètric 2, a l'extrem de ponent del Carrer Major de Castellcir, des d'on arrenca cap a llevant. S'ha perdut pràcticament la memòria que es tracta d'una carretera, ja que el seu traçat correspon plenament a l'antic Carrer de l'Amargura, ara Carrer Major, de Castellcir. Només en algun mapa, com els de l'Institut Cartogràfic de Catalunya, se'n conserva l'esment com a carretera.
L'inici del seu traçat té la forma de V invertida per, tot seguit, seguir l'esmentat carrer.

## Etimologia
Es tracta d'un topònim arbitrari contemporani, que reflecteix una sistematització del nomenclàtor de carreteres: la B correspon a l'adscripció de la carretera a la Diputació de Barcelona, ens que en tingué cura fins al seu traspàs a la Generalitat de Catalunya, i la V al seu caràcter de veïnal, actualment obsolet.